# Negative Campaigning
Negative Campaigning (in Österreich „Schmutzkübelkampagnen“ genannt) bezeichnet eine Form von Werbung oder insbesondere politischer Öffentlichkeitsarbeit, bei der versucht wird, den (politischen) Gegner bzw. Konkurrent in ein schlechteres Licht zu rücken, um damit das eigene Ansehen zu erhöhen. Dabei werden insbesondere private, aber auch öffentliche oder geschäftliche Verfehlungen instrumentalisiert, um die betreffende Person, Partei, oder Organisation gezielt zu skandalisieren. Charakterisierend für Negative Campaigning ist vor allem, dass es sich sachlichen Argumenten zu entziehen versucht und stattdessen die persönliche Auseinandersetzung in den Vordergrund stellt. Diese Art des „schmutzigen“ Wahlkampfes ist vor allem in den Vereinigten Staaten verbreitet, während es in Europa verpönt ist und deshalb nur selten angewandt wird.

## Vor- und Nachteile
Negative Campaigning kann unter anderem bewirken, dass die eigene Glaubwürdigkeit beim Wähler abnimmt (vgl. Garramone 1984). Neben dem Bumerang- oder Backlash-Effekt, d. h. dem negativen Rückwirken der Kampagne auf die Glaubwürdigkeit des Urhebers (vgl. Maier & Maier 2005), kann es gerade auf unentschlossene Wähler „demobilisierend“ (Geise 2011: 163) wirken. Zudem gestalten sich mögliche Koalitionsverhandlungen und -bildungen (mit dem Attackierten) nach der Wahl schwieriger, bzw. können Unglaubwürdigkeit nach sich ziehen.
Andererseits sprechen scheinbar viele Gründe für negative Wahlwerbung: Negativität im Wahlkampf führt zu mehr medialer Aufmerksamkeit (vgl. u. a. Podschuweit 2007: 22; Schweitzer 2010b: 19). Aus diesem Grund kann Negative Campaigning auch dazu genutzt werden, von unliebsamen Themen abzulenken (Agenda-Setting oder insbesondere Agenda-Cutting). Angreifende Wahlwerbung hat eine stärkere Wirkung bei den Wählern und führt zu mehr Aufmerksamkeit bei diesen, was Leidecker z. B. darauf zurück führt, dass die „Mechanismen selektiver Wahrnehmung, die bei positiven Aussagen wirksam sind, bei negativen Botschaften in der Regel nicht zur Anwendung kommen“ (2010: 121), weshalb negative Botschaften tendenziell besser im Gedächtnis bleiben als positive. Besonders die Glaubwürdigkeit des politischen Kontrahenten kann mittels negativer Wahlkampfbotschaften in Misskredit geraten (vgl. u. a. Garramone 1984). Negative Aussagen über das gegnerische Lager können zudem für die eigene Klientel einen zusätzlichen Mobilisierungsfaktor darstellen (vgl. Schweitzer 2010b: 19).
Ganz unabhängig von den persönlichen Chancen und Gefahren für den Urheber kann Negative Campaigning zum Vertrauensverlust für politische Institutionen, Politikverdrossenheit und abnehmender Wahlbeteiligung führen (vgl. Rhomberg 2008: 201). Die Forschung zu Negative Campaigning oder „Negative Advertising“ (vgl. Kaltenthaler 2000: 63) hat gerade in den USA eine längere Tradition, bei der sich unterschiedliche Verständnisse und Definitionen der Begriffe festgesetzt haben (vgl. Schweitzer 2010b: 18f.). So wird häufig anhand der (rhetorischen) Intensität der Attacke oder am Themenbereich der Botschaft festgemacht, ob es sich um Negative Campaigning handelt.

## Art und Weise
Negative Campaigning muss nicht zwangsläufig „unter der Gürtellinie“ stattfinden. Tatsächlich sind entsprechende Beispiele sogar verhältnismäßig selten. Viel häufiger wird versucht, den Konkurrenten auf einer persönlichen Ebene als unzuverlässig, unseriös, ineffektiv oder charakterschwach darzustellen, oder ihm private Verfehlungen öffentlich vorzuhalten. Ziel ist es also, die negativen Eigenschaften des anderen hervorzuheben, um sein Image zu schwächen. Dies findet oftmals auch nur unterschwellig statt, z. B. durch sogenannte „Push Polls“ – also vermeintlichen Telefonumfragen, die aber tatsächlich einen bestimmten Eindruck des Gegners vermitteln wollen (so wurde bspw. in den USA gefragt „Wie würden Sie reagieren, wenn Kandidat B seine Frau schlagen würde?“). Offensive Mittel der Kampagnenarbeit sind beispielsweise „Attack Ads“, die häufig von (vermeintlich unabhängigen) Unterstützer-Gruppen produziert werden, um nicht mit dem Namen des echten Urhebers aufzutreten.

## Beispiele

### Deutschland
Die für die SPD  arbeitende Werbeagentur „BrinkertLück Creatives“ attackierte im Wahlkampf für die Bundestagswahl 2021 den Laschet-Berater Nathanael Liminski: Ein Wahlwerbespot der SPD thematisierte auch die oben dargestellten religiösen Auffassungen von Liminski. Es wurde darin postuliert, dass wer CDU wähle, „erzkatholische Laschet-Vertraute, für die Sex vor der Ehe ein Tabu ist“, wähle. Parteienforscher Uwe Jun hielt dies für „eine ziemlich drastische Form des ,Negative Campaigning’“, ihm seien „keine solch angreifenden Statements mit Blick auf religiöse Inhalte durch die etablierten Parteien bekannt.“ Außerdem wurde in Bezug auf den CDU-Bundestagskandidten Friedrich Merz behauptet, dass mit der Wahl der CDU, „eine Politik, die Reiche reicher und Arme ärmer macht“ gefördert würde und in Bezug auf den CDU-Bundeskandidaten Hans-Georg Maaßen der CDU eine Nähe zum rechten Rand unterstellt.
Im August des Wahljahres 2021 initiierte der der ehemalige CSU-Politiker David Bendels mit seiner Agentur Conservare Communications GmbH eine Schmähkampagne gegen die Partei Bündnis 90/Die Grünen. In mehr als 50 Städten Deutschlands ließ er über 1000 Großplakate aufstellen, auf denen die politischen Ziele der Grünen verunglimpft wurden. Die Plakate wirkten dabei auf den ersten Blick als Werbeträger der Grünen.

### Österreich
Während der Bundespräsidentenwahl in Österreich 1986 kam es zur sogenannten Waldheim-Affäre, wobei von Bundeskanzler Fred Sinowatz (SPÖ) geäußert wurde, man werde „zur rechten Zeit vor der Präsidentenwahl in einer großangelegten Kampagne die österreichische Bevölkerung über Waldheims braune Vergangenheit informieren“, was vom Nachrichtenmagazin Profil wiedergegeben wurde. In der Folge verklagte Sinowatz den Journalisten Alfred Worm wegen übler Nachrede. Worm wurde aufgrund einer Gesprächsmitschrift freigesprochen. Sinowatz und andere SPÖ-Vertreter, die seine Aussage bestritten hatten, wurden 1992 rechtskräftig wegen Falschaussagen zu hohen Geldstrafen verurteilt.
Im österreichischen Nationalratswahlkampf 2017 wurde eine Facebook-Kampagne gegen den Kanzlerkandidaten der ÖVP, Sebastian Kurz, verdeckt geführt und über das Team des SPÖ-Beraters Tal Silberstein abgewickelt. Die Kampagne entwickelte sich zum Dirty Campaigning. Die Aufdeckung durch das Magazin Profil und Die Presse führte zum Rücktritt des SPÖ-Bundesgeschäftsführers Georg Niedermühlbichler und zur Suspendierung des SPÖ-Wahlkampfmanagers Paul Pöchhacker.

### USA
Eine der bekanntesten „Attack Ads“ war Daisy Girl – ein TV-Spot, der für die Wahl von Lyndon B. Johnson werben sollte, indem er seinen Gegner Barry Goldwater als eine Gefahr für den Weltfrieden darstellte.